# Artience

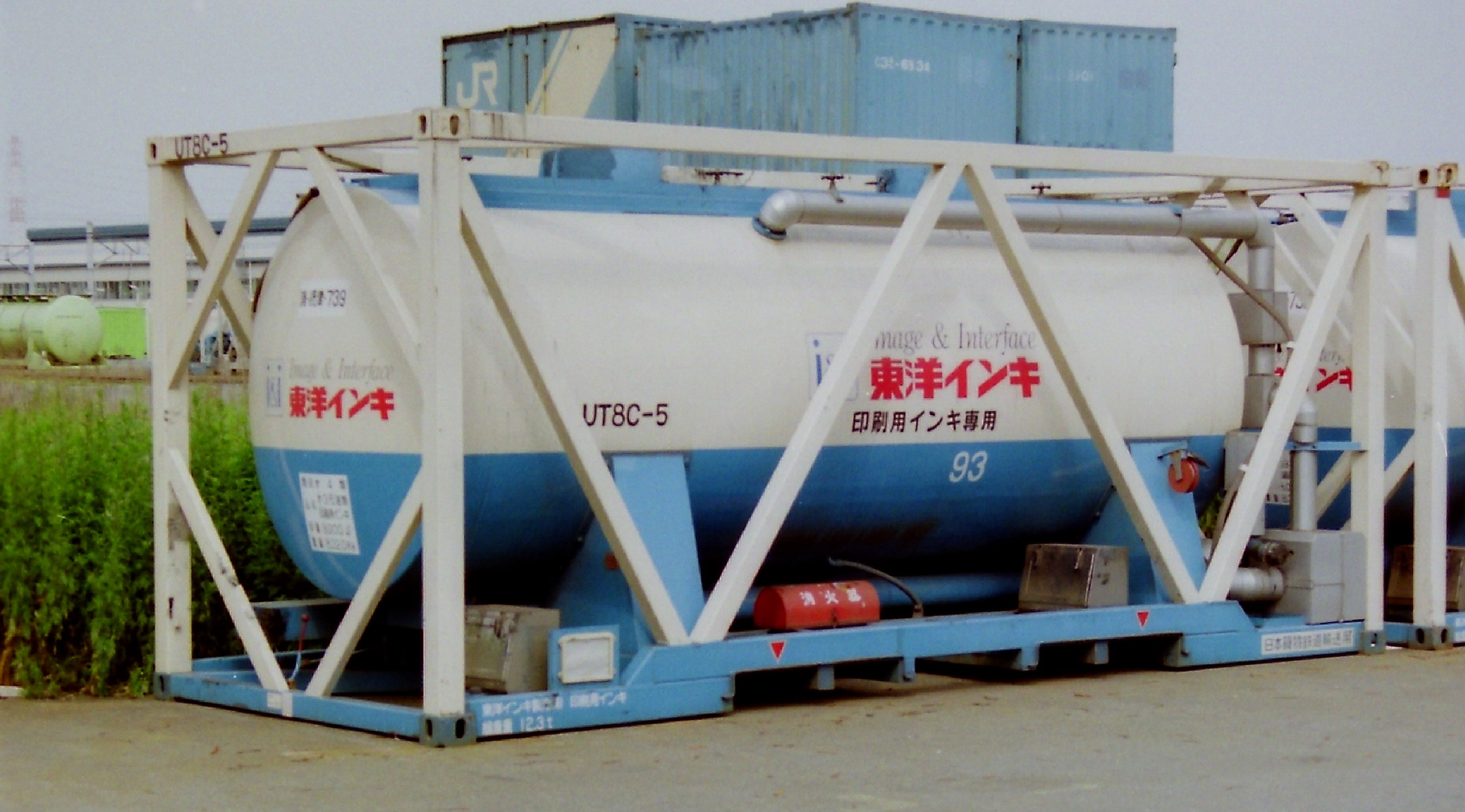
印刷用インキの鉄道輸送用にJR貨物より承認登録されて、東洋インキ製造所有の鉄道私有コンテナ、UT8C-5。大阪府／大阪貨物ターミナル駅にて、1994年12月25日撮影。

artience株式会社（アーティエンス、artience Co., Ltd.）は、日本の化学メーカー。旧社名は東洋インキSCホールディングス株式会社（Toyo Ink SC Holdings Company, Limited）。
※同名の「アーティエンス株式会社（企業研修会社）」が存在するが、本項で扱う企業とは無関係である。

## 概要
社名の由来は「art」と「science」を融合した言葉。
印刷インキ、塗料・樹脂・粘接着剤・塗工材・高機能性素材といった高分子事業と顔料・着色剤・電子メディア材料などの色材事業を基幹事業としている。
筆頭株主は凸版印刷。サカタインクスと資本提携している。
マレーシアの TOYO INK GROUP BHD は全く関係のない会社である。

## 沿革
- 1896年 - 創業者小林鎌太郎が東京都日本橋に個人経営の小林インキ店を開業。
- 1907年 - 東洋インキ製造株式会社として株式会社に改組。
- 1961年 - 株式を東京証券取引所第二部に上場。
- 1967年 - 東京証券取引所第一部に指定替え。
- 2010年 - 持株会社制に移行すると発表。
- 2011年 - 東洋インキSCホールディングス株式会社に商号変更し持株会社に移行。同時に印刷・情報関連事業とパッケージ関連事業を「東洋インキ株式会社」に、ポリマー・塗加工関連事業と色材・機能材関連事業を「トーヨーケム株式会社」にそれぞれ事業子会社として分割・設立。
- 2024年 - artience株式会社に商号変更[3]。

## 主な国内グループ会社の製造所・工場
- 東洋インキ株式会社
  - 埼玉製造所（埼玉県川越市）
- トーヨーケム株式会社
  - 川越製造所（埼玉県川越市）
  - 西神工場（神戸市西区）
- トーヨーカラー株式会社
  - 富士製造所（静岡県富士市）
  - 守山製造所（滋賀県守山市）
  - 茂原工場（千葉県茂原市）
  - 岡山工場（岡山県井原市）